# Moravany, Brno-venkov
Moravany là một làng thuộc huyện Brno-venkov, vùng Jihomoravský, Cộng hòa Séc.